# 和福帝姬
和福帝姬（1116年—？），宋徽宗第十七女，刘安妃（追赠明節皇后）所生。
和福帝姬在靖康之变时，才十二岁，靖康之变后入金国洗衣院。此后典籍中未见其出洗衣院之记载。 